# 余姚路
余姚路，为中國上海市静安区一道路名，位于原静安区的北部。东起西康路，西至康定路，长1673米，沿路多工厂
。1907年，上海公共租界工部局越界筑路，此路遂成。初，工部局以东南亚地名新加坡命名星加坡路（Singapore Road）。1943年，以浙江余姚改今名。